# اولسون ۵۱۶۶
سیارک ۵۱۶۶ (به انگلیسی: 5166 Olson، نامگذاری:1985FU1) پنج هزار و صد و شصت و ششمین سیارک کشف شده‌است که در ۲۲ مارس ۱۹۸۵ کشف شد.
قدر مطلق سیارک برابر ۱۳٫۰۰ است.